# Lithostege fissurata
Lithostege fissurata är en fjärilsart som beskrevs av Paul Mabille 1888. Lithostege fissurata ingår i släktet Lithostege och familjen mätare. Inga underarter finns listade i Catalogue of Life.